# Overlord y los Underwoods
Overlord y los Underwoods es una comedia familiar de televisión canadiense cocreada por Anthony Q. Farrell y Ryan Wiesbrock, y es una coproducción entre MarbleMedia y Cloudco Entertainment.
La serie se estrenó por primera vez en el Reino Unido el 4 de octubre de 2021 en Nickelodeon, mientras que en Canadá se estrenó el 29 de octubre de 2021 en CBC Gem. En los EE.UU, los primeros 10 episodios estuvieron disponibles el 8 de noviembre de 2021 en la aplicación BYUtv.

## Argumento
La serie se centra en una familia norteamericana llamada los Underwood, cuya vida da un vuelco cuando el segundo criminal más buscado del mundo, su primo lejano Overlord, que es un extraterrestre, busca refugio en su casa después de verse obligado a someterse a protección de testigos intergalácticos. después de que delata a su jefe y lo obligan a vivir con los Underwood.

## Elenco
- Darryl Hinds como Jim Underwood
- Patrice Goodman como Flower Underwood
- Ari Resnick como Weaver Underwood
- Kamaia Fairburn como Willow Underwood
- Troy Feldman como Overlord
- Jann Arden como la voz de R0-FL
- Jayne Eastwood como la vecina de los Underwoods
- Constant Bernard como Reginald